# Dronning Dagmars død
Dronning Dagmars Død (eller Droning Dagmars dødelige Affgang) er en gammel dansk folkevise.
En version blev udgivet i Anders Sørensen Vedels sangbog Hundredvisebogen.
Den findes også i 3. del af Svend Grundtvigs Danmarks gamle Folkeviser som DgF 135.